# Grock (film)
Pour plus de détails, voir Fiche technique et Distribution.
Grock est un film franco-allemand réalisé par Carl Boese et Joë Hamman sorti en 1931.

## Fiche technique
- Titre : Grock
- Réalisation : Carl Boese et Joë Hamman[1]
- Scénario : Eduard Behrens
- Photographie : Karl Gottschalk
- Musique : Artur Guttmann
- Montage : Germain Fried
- Pays d'origine :  France - Allemagne  République de Weimar
- Production : Sofar Film
- Durée : 91 minutes
- Date de sortie : France - 8 mai 1931

## Distribution
- Grock : Grock
- Gina Manès : Bianca
- Léon Bary : le comte de Leaunes
- Marie-Antoinette Buzet : Inès
- Marcel Merminod
- Max van Embden